# بيتر غريست
بيتر غريست (بالإنجليزية: Peter Greste) (ولد في 1965)  صحافي ومراسل أسترالي من أصول لاتفية عمل لدى رويترز وسي إن إن والأسوشيتد برس في لندن والبلقان وأمريكا اللاتينية وجنوب أفريقيا وغيرها منذ 1991م وحتي1995م، وحاز جائزة (بيبودي) لوثائقية من صنعه عن الصومال.
عمل لدى قناة الجزيرة الإنجليزية لاحقا وفي سياق تغطيته لأحداث ما بعد انقلاب 3 يوليو اعتقلته الشرطة المصرية يوم 29 ديسمبر 2013م وزميلين له (محمد فهمي وباهر محمد)،  وجرت محاكمته بعد ذلك بستة أشهر فحكم عليه يوم 23 يونيو 2014م بالسجن سبع سنين وحكم أيضا على زميليه. وانتقدت ذلك جهات دولية عدة بينها وزراء خارجية بريطانيا وأستراليا وإعلاميون وحقوقيون عرب وأجانب.

## النشأة
يرجع غريست الي أصول لاتفية. وهو مواطن مزدوج الجنسية فهو لاتفي-أسترالي.

## سيرته المهنية
في عام 1995 كان يعمل في كابول، أفغانستان، حيث كان مراسلا للبي بي سي ورويترز، وبعد ذلك لمدة عام انتقل ليعمل في بلغراد، حيث كان مراسلا لرويترز. ثم عاد إلى لندن، وعمل لدى بي بي سي نيوز 24. وانتقل آنذاك للعمل في المكسيك، ثم سانتياغو، حيث كان مراسلا لهيئة الإذاعة البريطانية. وعاد إلى أفغانستان في عام 2001 لتغطية بداية الحرب. بعد أفغانستان، كان يعمل في منطقة الشرق الأوسط وأمريكا اللاتينية. من عام 2004 انتقل ليعمل في مومباسا، كينيا، ثم جوهانسبرغ، جنوب أفريقيا، وتلاها نيروبي، كينيا، التي عاش فيها منذ عام 2009. وفي عام 2011، حصل على جائزة بيبودي للفيلم وثائقي عن الصومال. وهو مراسل لقناة الجزيرة في أفريقيا.

## المحاكمة المصرية
اعتقل غريست في القاهرة مع زملائه في نهاية ديسمبر 2013، حيث قالت وزارة الداخلية المصرية ان الصحفيين متهمون بنشر تقارير اخبارية «مدمرة للأمن القومي». سجن غريست في مصر في الحبس الانفرادي لمدة شهر قبل أن توجه إليه أي اتهامات رسمية. في 29 يناير، تبين أن السلطات المصرية تعتزم توجيه التهم إلى 20 صحفيا يعملون لدى قناة الجزيرة، بما في ذلك غريست، وكانت التهمة الموجهة لهم هي «نشر أخبار كاذبة لها تأثير سلبي على التصورات الخارجية للبلاد». وتم أيضا حبس زملاؤه، محمد فاضل فهمي ومحمد باهر؛ إذ تم حجز الرجال الثلاثة في نفس الزنزانة في أوائل فبراير شباط عام 2014. وقد حثت مفوضة الأمم المتحدة السامية لحقوق الإنسان السلطات في مصر على «الإفراج الفورى» عن موظفي الجزيرة الذين يحتجزونهم في الحبس.
في 21 شباط فبراير، رفضت النيابة خروج غريست بكفالة وكانت محاكمته قد تأجلت حتى 5 مارس.
يوم 31 مارس، تقدم غريست والمتهمين، محمد فهمي ومحمد باهر بطلب إلى القاضي خلال جلسة الاستماع أن يطلق سراحهم. خلال جلسة الاستماع قال غريست للقاضي: «إن فكرة أنني يمكن أن يكون لى ارتباط بجماعة الإخوان المسلمين هي فكرة منافية للعقل بصراحة.» 
يوم 23 يونيو، تم الحكم على غريست من قبل المحكمة بأنه مذنب، وحكم عليه بالسجن لمدة سبع سنوات. كما حكم على محمد فهمي بسبع سنوات وحصل باهر محمد على حكما بالسجن لمدة عشر سنوات. كان رد الفعل الدولي سريع وسلبي، حيث وجه وزير الخارجية الأمريكية جون كيري انتقادات شديدة للأحكام على غريست وشركؤة في العمل، واصفا ايها بأنها أحكام «وحشية تقشعر لها الأبدان»، ونوه بانه قد تحدث إلى المسؤولين الحكوميين في مصر بمن فيهم الرئيس المصري عبد الفتاح السيسي. ومع ذلك لم يتأثر السيسي. بعد يوم واحد من المحاكمة، ووسط ادانة دولية واسعة، أعلن الرئيس المصري انه لن يتدخل في أحكام القضاء المصري.

## وصلات خارجية
- بيتر غريست على موقع IMDb (الإنجليزية)
- بيتر غريست على موقع قاعدة بيانات الفيلم (الإنجليزية)